# 臧湾乡
臧湾乡，是中华人民共和国江西省景德镇市浮梁县下辖的一个乡镇级行政单位。

## 行政区划
臧湾乡下辖以下地区：
臧湾村、马家村、寿溪村、施家村、古铜桥村、仓下村、午项村和寒溪村。